# Tettnang
Tettnang è una città tedesca situata nel Land del Baden-Württemberg.

## Economia
A Tettnang ha sede l'azienda di produzione di materiali per alpinismo VAUDE e quella di sicurezza informatica Avira.